# Hughes 269
Hughes 269 är en lätt kolvmotorhelikopter tillverkad av Hughes Helicopters. Helikoptern utvecklades och designen köptes först av Schweizer Aircraft och därefter Sikorsky, som nu saluför helikoptern som Sikorsky S-300.
År 1955 började Hughes Tool Company's Aircraft Division (senare Hughes Helicopters) utveckla en lätt och kostnadseffektiv tvåsitsig helikopter. Året därpå (1956) påbörjades provflygningarna, men det skulle dröja till 1961 innan helikoptern kom att gå i serieproduktion som Hughes 269A. 1964 lanserades en något större modell kallad Hughes 300 (ibland även kallad Hughes 269B), bland förbättringarna märks en något kraftigare motor samt att helikoptern fick tre sittplatser. 1969 introducerades en kraftigare modell kallad Hughes 300C (ibland även kallad Hughes 269C), som hade en förbättrad motor samt större rotordiameter vilket gjorde att helikoptern fick betydligt bättre prestanda (45% mer nyttolast).
År 1983 började Schweizer Aircraft att licenstillverka Hughes 300C. 1986 köpte Schweizer Aircraft rättigheterna av McDonnell Douglas, som 1984 hade köpt upp Hughes Helicopters. Helikoptermodellen började nu säljas som Schweizer 300C.
År 2004 köpte Sikorsky Aircraft upp Schweizer. 300-modellen fyllde ett gap i Sikorskys produktkatalog, som annars mest bestod av medeltunga samt tunga transporthelikoptrar. 2009 döptes modellen om till Sikorsky S-300C.

## Användning i Svenska försvarsmakten - Helikopter 5

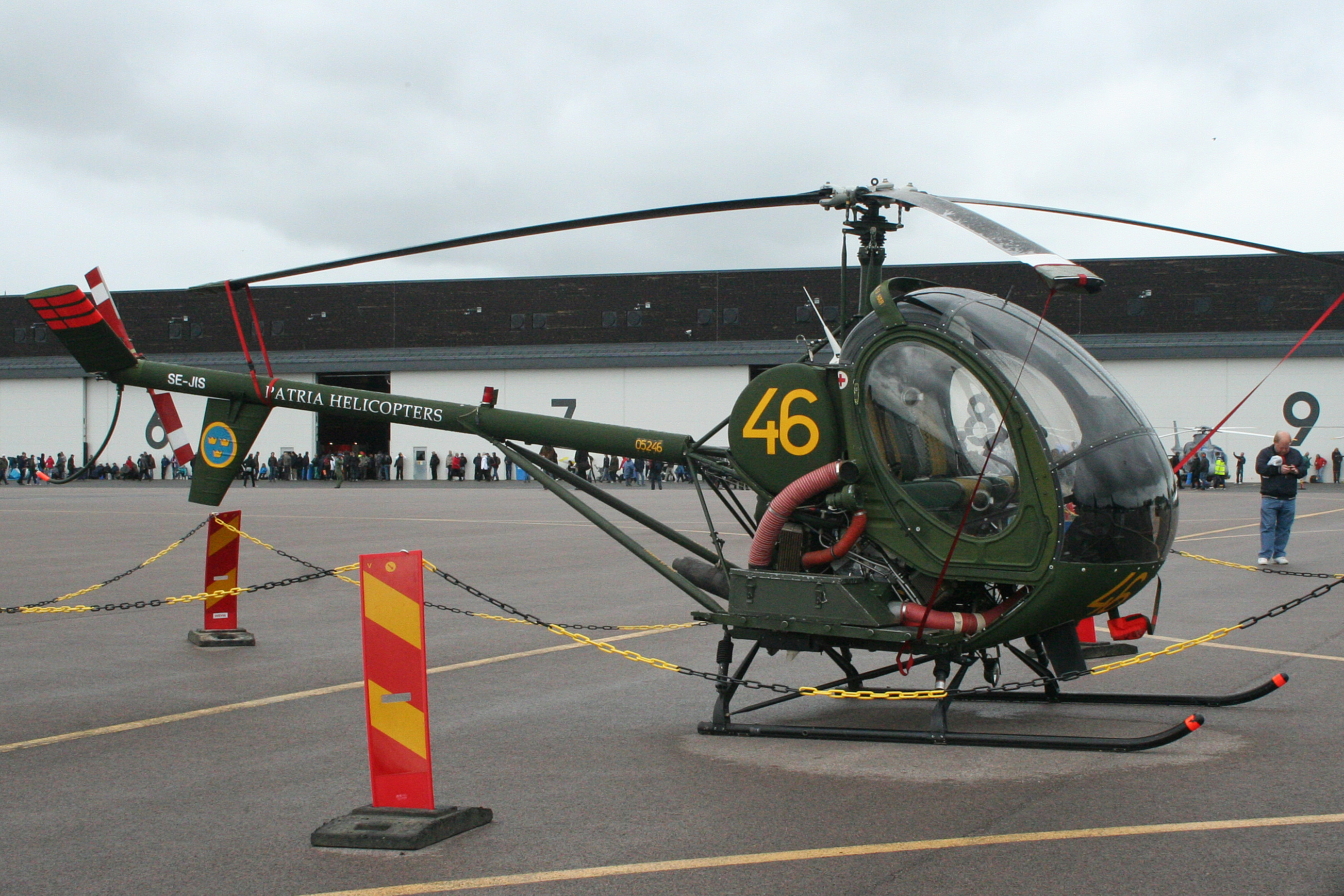
Helikopter 5B Vid Flygvapenmuseet år 2012

Helikopter 5 (hkp 5) var den svenska Försvarsmaktens typbeteckning på Hughes 269A och senare Hughes 269C/Schweizer 300C. Främst användes helikoptern till grundläggande flygutbildning, men skulle i händelse av krig bland annat användas till leda indirekt eld samt transportera enstaka personer (s.k. sambandsflygning). Inom Försvarsmakten kallades ibland hkp 5 skämtsamt för 'pisskuren', med anspelning på hur liten den var.[källa behövs]

### Hkp 5 i Arméflyget

#### Hkp 5A
År 1962 beställdes två exemplar av Hughes 269A av armén, för utvärdering inom områden som spaning och eldledning. Hkp 5A kom dock att tas ut tjänst 1971 efter haveri.

##### Helikopterindivider
| Tillv. serienr | Militärt reg nr | Fen- nummer | Operativ i Försvarsmakten | Övrigt                                                         |
| -------------- | --------------- | ----------- | ------------------------- | -------------------------------------------------------------- |
| 22-0049        | 05215           | 95          | 1964 - 1967               | Havererad 1967, finns bevarad vid Svedinos Bil- och Flygmuseum |
| xxxx           | 05216           | 96          | 1964 - 1971               | Havererad 1971                                                 |

1. ↑  Det militärt registreringsnummer är ett unikt individnummer som Flygvapnets luftfartyg är registrerat med i det (svenska) militära luftfartygsregistret.
2. ↑  Fennumret står på skrovet på Flygvapnets luftfartyget i syfte att visuellt lätt kunna identifiera individen.

#### Hkp 5B
När Försvarsmakten i slutet 1970-talet började söka efter en ersättare till de flygplan som användes vid den grundläggande flygutbildningen, föll valet på Hughes 269C (levererade 1980 - 1982) / Schweizer 300C (levererade 1985 - 1987). 26 helikoptrar levererades, varav en har havererat. Hkp 5B var i tjänst i Arméflyget fram till 1998, då kvarvarande helikopterindivider överfördes till det nybildade förbandet Helikopterflottiljen.

##### Helikopterindivider
| Tillv. serienr | Militärt reg nr | Fen- nummer | Operativ i Försvarsmakten | Övrigt                                                                    |
| -------------- | --------------- | ----------- | ------------------------- | ------------------------------------------------------------------------- |
| 0884           | 05221           | 21          | 1980 - 2002               | Inhyrd civilregistrerad Hughes 300C (SE-HKZ), köpt av Försvarsmakten 1982 |
| 0898           | 05222           | 22          | 1980 - 2000               | Inhyrd civilregistrerad Hughes 300C (SE-HKT), köpt av Försvarsmakten 1982 |
| 0903           | 05223           | 23          | 1980 - 2002               | Inhyrd civilregistrerad Hughes 300C (SE-HKZ), köpt av Försvarsmakten 1982 |
| 1044           | 05224           | 24          | 1981 - 2002               | Inhyrd civilregistrerad Hughes 300C (SE-HLM), köpt av Försvarsmakten 1982 |
| 1052           | 05225           | 25          | 1981 - 2000               | Inhyrd civilregistrerad Hughes 300C (SE-HLN), köpt av Försvarsmakten 1982 |
| 1053           | 05226           | 26          | 1981 - 2000               | Inhyrd civilregistrerad Hughes 300C (SE-HLO), köpt av Försvarsmakten 1982 |
| 1069           | 05227           | 27          | 1981 - 2002               | Inhyrd civilregistrerad Hughes 300C (SE-HLU), köpt av Försvarsmakten 1982 |
| 1067           | 05228           | 28          | 1982 - 2000               | Inhyrd civilregistrerad Hughes 300C (SE-HMA), köpt av Försvarsmakten 1982 |
| 1075           | 05229           | 29          | 1982 - 2000               | Inhyrd civilregistrerad Hughes 300C (SE-HMF), köpt av Försvarsmakten 1982 |
| 1040           | 05230           | 30          | 1982 - 2000               | Inhyrd civilregistrerad Hughes 300C (SE-HLV), köpt av Försvarsmakten 1982 |
| S-1167         | 05231           | 31          | 1985 - 2000               |                                                                           |
| S-1168         | 05232           | 32          | 1985 - 2000               |                                                                           |
| S-1188         | 05233           | 33          | 1985 - 2000               |                                                                           |
| S-1189         | 05234           | 34          | 1985 - 2000               |                                                                           |
| S-1190         | 05235           | 35          | 1985 - 2000               |                                                                           |
| S-1191         | 05236           | 36          | 1985 - 2000               |                                                                           |
| S-1218         | 05237           | 37          | 1986 - 2000               |                                                                           |
| S-1219         | 05238           | 38          | 1986 - 2002               |                                                                           |
| S-1256         | 05239           | 39          | 1987 - 2000               |                                                                           |
| S-1257         | 05240           | 40          | 1987 - 2002               |                                                                           |
| S-1258         | 05241           | 41          | 1987 - 1991               | Havererad                                                                 |
| S-1259         | 05242           | 42          | 1987 - 2000               |                                                                           |
| S-1267         | 05243           | 43          | 1987 - 2002               |                                                                           |
| S-1268         | 05244           | 44          | 1987 - 2000               |                                                                           |
| S-1269         | 05245           | 45          | 1987 - 2002               | Flygande exemplar (SE-JIR) hos Flygvapenmuseet                            |
| S-1270         | 05246           | 46          | 1987 - 2002               | Flygande exemplar (SE-JIS) hos Flygvapenmuseet                            |

### Hkp 5 i Helikopterflottiljen
År 1998 skapades ett försvarsmaktsgemensamt helikopterförband (Helikopterflottiljen) genom att slå ihop de olika helikopterresurserna i Försvarsmakten. I och med detta överfördes Arméflygets kvarvarande 25 hkp 5B till Helikopterflottiljen. I denna organisation fortsatte hkp 5B att främst användas till grundläggande flygutbildningen och var i tjänst i fram till 2002. Hkp 5B kom (indirekt) att ersättas av helikopter 15.